# Норден, Фредерик
Фридрих Людвиг Норден (нем. Frederik Ludvig Norden; 22 октября 1708 — 22 сентября 1742) — датский военно-морской капитан и исследователь. Так же известен под именами: Фредерик, Людвиг и Льюис. Прославился написав книгу «Путешествие из Египта в Нубию» (фр. Voyage d'Egypte et de Nubie, Копенгаген, 1755). С тех пор он был известен под именем Фредерик Луис Норден (дат. Frederic Louis Norden).
В 1737—1738 годах по просьбе короля Дании Кристиана VI Норден совершил путешествие через весь Египет в Судан. В ходе своего путешествия, Норден сделал многочисленные заметки и зарисовки памятников египетской архитектуры, местных жителей, карты и т. д. Вся полученная таким образом информация была опубликована им в посмертной книге «Путешествие из Египта в Нубию».
8 января 1741 года он стал членом Королевского общества в Лондоне, где его имя было зарегистрировано, как Фредерик Льюис Норден.